# Russell Schweickart
Russell Louis "Rusty" Schweickart (Neptune Township, 25 oktober 1935) is een Amerikaans voormalig ruimtevaarder. Schweickart’s eerste en enige missie was Apollo 9 met een Saturnus V-draagraket en vond plaats op 3 maart 1969.
Het was een testmissie voor een maandlanding, waarbij de maanlander en de commandomodule in de ruimte getest werden. Schweickart diende als piloot van de maanlander. Tijdens deze missie maakte hij één ruimtewandeling. Hij trainde ook voor Skylab 2. In 1977 verliet hij NASA en ging hij als astronaut met pensioen.